# Theo Timmermans
Pour les articles homonymes, voir Timmermans.
Theodorus Timmermans, dit Theo Timmermans, est un footballeur professionnel néerlandais, né le 4 janvier 1926 à La Haye et mort le 6 décembre 1995 à La Haye.
Recruté par le Nîmes Olympique lors de la saison 1949-1950 en provenance de l'ADO La Haye, il permet au club de monter pour la première fois de son histoire en D1.
Lors de la saison 1950-1951, il inscrit 14 buts en 33 rencontres du championnat, contribuant au succès du Nîmes Olympique qui accroche la 4e place du classement, phénomène exceptionnel pour un promu.

## Palmarès
- International néerlandais de 1949 à 1957

- Coupe des Pays-Bas
  - Finaliste : 1950 (avec l'ADO La Haye)

- Championnat de France de D2
  - Champion : 1950 (avec le Nîmes Olympique)